# Cantó de Vivonne
El cantó de Vivonne és un cantó francès del departament de la Viena, situat al districte de Poitiers. Té sis municipis i el cap és Vivonne.

## Municipis
- Château-Larcher
- Iteuil
- Marçay
- Marigny-Chemereau
- Marnay
- Vivonne

## Història
| Data d'elecció                           | Identitat         | Partit                     | Qualitat |
| ---------------------------------------- | ----------------- | -------------------------- | -------- |
| 1945-1964                                | Gérard de Montjou | RGR                        |          |
| 1964-1976                                | Jean Vergnon      | Divers droite              |          |
| 1976-1994                                | Hervé Manteau     | Divers droite, després RPR |          |
| 1994-2008                                | Robert Geay       | Divers droite              |          |
| 2008-                                    | Maurice Ramblière | Divers droite              |          |
| les dades anteriors no són pas conegudes |                   |                            |          |
|                                          |                   |                            |          |

## Demografia
| A partir de 1990: Població sense dobles comptes |